# 1. Bundesliga 2003-04
La 1. Bundesliga 2003-04 fue la 41.ª edición de la Fußball-Bundesliga, la mayor competición futbolística de Alemania.
Werder Bremen se consagró campeón a falta de dos fechas, tras superar como visitante por 3-1 a Bayern Múnich, escolta del certamen y único rival por el campeonato. De esta forma, el cuadro verdiblanco alcanzó su cuarta Bundesliga.

## Equipos
| Pos | Descendidos de 1. Bundesliga |
| --- | ---------------------------- |
| 16º | Arminia Bielefeld            |
| 17º | Núremberg                    |
| 18º | Energie Cottbus              |

| Pos | Ascendidos de 2. Bundesliga |
| --- | --------------------------- |
| 1º  | Friburgo                    |
| 2º  | Colonia                     |
| 3º  | Eintracht Fráncfort         |

| Equipo                   | Ciudad          | Estadio                  | Aforo  |
| ------------------------ | --------------- | ------------------------ | ------ |
| 1860 Múnich              | Múnich          | Estadio Olímpico         | 63 000 |
| Bayer Leverkusen         | Leverkusen      | BayArena                 | 22 500 |
| Bayern de Múnich         | Múnich          | Estadio Olímpico         | 63 000 |
| Bochum                   | Bochum          | Ruhrstadion              | 36 000 |
| Borussia Dortmund        | Dortmund        | Westfalenstadion         | 68 600 |
| Borussia Mönchengladbach | Mönchengladbach | Bökelbergstadion         | 34 500 |
| Colonia                  | Colonia         | Estadio Müngersdorfer    | 46 000 |
| Eintracht Fráncfort      | Fráncfort       | Waldstadion              | 62 000 |
| Friburgo                 | Friburgo        | Dreisamstadion           | 25 000 |
| Hamburgo                 | Hamburgo        | AOL Arena                | 62 000 |
| Hannover 96              | Hannover        | AWD-Arena                | 60 400 |
| Hansa Rostock            | Rostock         | Ostseestadion            | 25 850 |
| Hertha Berlín            | Berlín          | Olympiastadion           | 76 000 |
| Kaiserslautern           | Kaiserslautern  | Estadio Fritz Walter     | 41 500 |
| Schalke 04               | Gelsenkirchen   | Arena AufSchalke         | 61 973 |
| Stuttgart                | Stuttgart       | Estadio Gottlieb Daimler | 53 700 |
| Werder Bremen            | Bremen          | Weserstadion             | 36 000 |
| Wolfsburgo               | Wolfsburgo      | Volkswagen-Arena         | 30 000 |

### Equipos porEstados federados
| Región                            | N.º | Equipos                                                                                     |
| --------------------------------- | --- | ------------------------------------------------------------------------------------------- |
| Renania del Norte-Westfalia       | 6   | Bayer Leverkusen, Bochum, Borussia Dortmund, Borussia Mönchengladbach, Colonia y Schalke 04 |
| Baden-Wurtemberg                  | 2   | Friburgo y Stuttgart                                                                        |
| Baja Sajonia                      | 2   | Hannover 96 y Wolfsburgo                                                                    |
| Baviera                           | 2   | 1860 Múnich y Bayern de Múnich                                                              |
| Berlín                            | 1   | Hertha Berlín                                                                               |
| Bremen                            | 1   | Werder Bremen                                                                               |
| Hamburgo                          | 1   | Hamburgo                                                                                    |
| Hesse                             | 1   | Eintracht Fráncfort                                                                         |
| Mecklemburgo-Pomerania Occidental | 1   | Hansa Rostock                                                                               |
| Renania-Palatinado                | 1   | Kaiserslautern                                                                              |

## Sistema de competición
Los dieciocho equipos se enfrentaron entre sí bajo el sistema de todos contra todos a doble rueda, completando un total de 34 fechas. Las clasificación se estableció a partir de los puntos obtenidos en cada encuentro, otorgando tres por partido ganado, uno por empatado y ninguno en caso de derrota. En caso de igualdad de puntos entre dos o más equipos, se aplicaron, en el mencionado orden, los siguientes criterios de desempate:
1. Mejor diferencia de goles en todo el campeonato;
2. Mayor cantidad de goles a favor en todo el campeonato;
3. Mayor cantidad de puntos en los partidos entre los equipos implicados;
4. Mejor diferencia de goles en los partidos entre los equipos implicados;
5. Mayor cantidad de goles a favor en los partidos entre los equipos implicados.

Al finalizar el campeonato, el equipo ubicado en el primer lugar de la clasificación se consagró campeón y clasificó a la fase de grupos de la Liga de Campeones de la UEFA 2004-05, junto con el subcampeón; el tercero, por su parte, disputó la tercera ronda previa. Asimismo, los equipos que finalizaron el certamen en cuarto y quinto lugar clasificaron a la primera ronda de la Copa de la UEFA 2004-05 junto con el campeón de la Copa de Alemania, mientras que los ubicados en las posiciones sexta, séptima, octava y novena accedieron a la Copa Intertoto de la UEFA 2004.
Por otro lado, los equipos que ocuparon los últimos tres puestos de la clasificación —decimosexta, decimoséptima y decimoctava— descendieron de manera directa a la 2. Bundesliga.

## Clasificación
| Pos. | Equipo                   | Pts. | PJ | G  | E  | P  | GF | GC | Dif. | Clasificación 2004-05                        |
| ---- | ------------------------ | ---- | -- | -- | -- | -- | -- | -- | ---- | -------------------------------------------- |
| 1    | Werder Bremen (C)        | 74   | 34 | 22 | 8  | 4  | 79 | 38 | +41  | Fase de grupos de la Liga de Campeones       |
| 2    | Bayern Múnich            | 68   | 34 | 20 | 8  | 6  | 70 | 39 | +31  | Fase de grupos de la Liga de Campeones       |
| 3    | Bayer Leverkusen         | 65   | 34 | 19 | 8  | 7  | 73 | 39 | +34  | Tercera ronda previa de la Liga de Campeones |
| 4    | Stuttgart                | 64   | 34 | 18 | 10 | 6  | 52 | 24 | +28  | Primera ronda de la Copa de la UEFA          |
| 5    | Bochum                   | 56   | 34 | 15 | 11 | 8  | 57 | 39 | +18  | Primera ronda de la Copa de la UEFA          |
| 6    | Borussia Dortmund        | 55   | 34 | 16 | 7  | 11 | 59 | 48 | +11  | Tercera ronda de la Copa Intertoto           |
| 7    | Schalke 04               | 50   | 34 | 13 | 11 | 10 | 49 | 42 | +7   | Tercera ronda de la Copa Intertoto           |
| 8    | Hamburgo                 | 49   | 34 | 14 | 7  | 13 | 47 | 60 | −13  | Tercera ronda de la Copa Intertoto           |
| 9    | Hansa Rostock            | 44   | 34 | 12 | 8  | 14 | 55 | 54 | +1   |                                              |
| 10   | Wolfsburgo               | 42   | 34 | 13 | 3  | 18 | 56 | 61 | −5   | Segunda ronda de la Copa Intertoto           |
| 11   | Borussia Mönchengladbach | 39   | 34 | 10 | 9  | 15 | 40 | 49 | −9   |                                              |
| 12   | Hertha Berlín            | 39   | 34 | 9  | 12 | 13 | 42 | 59 | −17  |                                              |
| 13   | Friburgo                 | 38   | 34 | 10 | 8  | 16 | 42 | 67 | −25  |                                              |
| 14   | Hannover 96              | 37   | 34 | 9  | 10 | 15 | 49 | 63 | −14  |                                              |
| 15   | Kaiserslautern           | 36   | 34 | 11 | 6  | 17 | 39 | 62 | −23  |                                              |
| 16   | Eintracht Fráncfort      | 32   | 34 | 9  | 5  | 20 | 36 | 53 | −17  | Descenso de categoría                        |
| 17   | 1860 Múnich              | 32   | 34 | 8  | 8  | 18 | 32 | 55 | −23  | Descenso de categoría                        |
| 18   | Colonia                  | 23   | 34 | 6  | 5  | 23 | 32 | 57 | −25  | Descenso de categoría                        |

Actualizado a los partidos jugados el 22 de mayo de 2004.
 Fuente: DFB
Notas:
1. ↑  Hansa Rostock rechazó su invitación a la Copa Intertoto 2004. Su lugar en la segunda ronda fue tomado por Wolfsburgo.
2. ↑  Se le descontaron tres puntos por irregularidades financieras

| Bundesliga                       |
|                                  |
| Campeón Werder Bremen 4.º título |

## Resultados
| Local \ Visitante        | MUN | BAL | BAY | BOC | BOD | BOM | COL | FRA | FRI | HAM | HAN | HAS | HER | KAI | SCH | STU | WER | WOL |
| ------------------------ | --- | --- | --- | --- | --- | --- | --- | --- | --- | --- | --- | --- | --- | --- | --- | --- | --- | --- |
| 1860 Múnich              | —   | 1–1 | 0–1 | 3–1 | 0–2 | 1–2 | 2–1 | 1–0 | 1–1 | 1–2 | 0–2 | 1–4 | 1–1 | 2–1 | 1–1 | 0–3 | 0–2 | 1–0 |
| Bayer Leverkusen         | 2–2 | —   | 1–3 | 1–3 | 3–0 | 1–0 | 2–0 | 1–2 | 4–1 | 1–0 | 4–0 | 3–0 | 4–1 | 6–0 | 3–1 | 2–0 | 1–3 | 4–2 |
| Bayern Múnich            | 1–0 | 3–3 | —   | 2–0 | 4–1 | 5–2 | 2–2 | 3–1 | 2–0 | 1–0 | 3–1 | 3–3 | 4–1 | 4–1 | 2–1 | 1–0 | 1–3 | 2–0 |
| Bochum                   | 4–0 | 1–0 | 1–0 | —   | 3–0 | 1–0 | 4–0 | 1–0 | 3–0 | 1–1 | 3–1 | 0–0 | 2–2 | 4–0 | 1–2 | 0–0 | 0–0 | 1–0 |
| Borussia Dortmund        | 3–1 | 2–2 | 2–0 | 4–1 | —   | 3–1 | 1–0 | 2–0 | 1–0 | 3–2 | 6–2 | 4–1 | 1–1 | 1–1 | 0–1 | 0–2 | 2–1 | 4–0 |
| Borussia Mönchengladbach | 3–1 | 0–0 | 0–0 | 0–2 | 2–1 | —   | 1–0 | 0–2 | 2–2 | 3–0 | 1–0 | 1–1 | 1–1 | 2–1 | 2–0 | 0–1 | 1–2 | 0–2 |
| Colonia                  | 1–3 | 0–0 | 1–2 | 1–2 | 1–0 | 1–0 | —   | 2–0 | 1–0 | 0–1 | 1–2 | 4–0 | 3–0 | 1–2 | 0–2 | 2–2 | 1–4 | 2–3 |
| Eintracht Fráncfort      | 0–3 | 1–2 | 1–1 | 3–2 | 0–1 | 3–1 | 2–0 | —   | 3–0 | 2–3 | 2–2 | 1–1 | 0–0 | 1–3 | 3–0 | 0–2 | 0–1 | 3–2 |
| Friburgo                 | 1–0 | 1–0 | 0–6 | 4–2 | 2–2 | 4–1 | 3–0 | 1–0 | —   | 0–0 | 4–1 | 2–2 | 2–3 | 1–0 | 2–1 | 0–1 | 2–4 | 3–2 |
| Hamburgo                 | 3–1 | 3–1 | 0–2 | 1–1 | 0–2 | 2–1 | 4–2 | 2–1 | 4–1 | —   | 0–3 | 2–1 | 2–0 | 3–2 | 2–2 | 2–1 | 1–1 | 2–0 |
| Hannover 96              | 1–1 | 2–2 | 3–3 | 2–2 | 1–1 | 2–0 | 1–0 | 3–0 | 3–0 | 3–2 | —   | 3–3 | 1–3 | 0–1 | 1–2 | 0–1 | 1–5 | 0–0 |
| Hansa Rostock            | 3–0 | 0–2 | 1–2 | 0–2 | 2–1 | 1–2 | 1–1 | 3–0 | 4–1 | 3–0 | 3–1 | —   | 0–1 | 4–0 | 3–1 | 0–2 | 3–1 | 3–1 |
| Hertha Berlín            | 1–1 | 1–4 | 1–1 | 1–1 | 6–2 | 2–1 | 3–1 | 1–2 | 0–0 | 1–1 | 2–3 | 1–1 | —   | 3–0 | 1–3 | 1–0 | 0–3 | 1–0 |
| Kaiserslautern           | 0–1 | 0–0 | 0–2 | 2–2 | 1–1 | 2–2 | 1–0 | 1–0 | 2–2 | 4–0 | 1–0 | 3–2 | 4–2 | —   | 0–2 | 1–0 | 0–1 | 3–2 |
| Schalke 04               | 0–0 | 2–3 | 2–0 | 0–2 | 2–2 | 2–1 | 2–1 | 1–1 | 3–0 | 4–1 | 2–2 | 0–1 | 3–0 | 4–1 | —   | 0–0 | 0–0 | 1–1 |
| Stuttgart                | 2–0 | 2–3 | 3–1 | 1–1 | 1–0 | 1–1 | 2–0 | 3–1 | 4–1 | 0–0 | 3–1 | 2–0 | 0–0 | 0–0 | 0–0 | —   | 4–4 | 1–0 |
| Werder Bremen            | 2–1 | 2–6 | 1–1 | 3–1 | 2–0 | 1–1 | 3–2 | 3–1 | 1–1 | 6–0 | 0–0 | 3–0 | 4–0 | 1–0 | 4–1 | 1–3 | —   | 5–3 |
| Wolfsburgo               | 3–1 | 0–1 | 3–2 | 3–2 | 2–4 | 1–3 | 2–0 | 1–0 | 4–0 | 5–1 | 2–1 | 3–1 | 3–0 | 4–1 | 1–1 | 1–5 | 0–2 | —   |

## Estadísticas

### Goleadores
| Jugador          | Equipo            | Goles |
| ---------------- | ----------------- | ----- |
| Aílton           | Werder Bremen     | 28    |
| Roy Makaay       | Bayern de Múnich  | 23    |
| Martin Max       | Hansa Rostock     | 20    |
| Dimitar Berbatov | Bayer Leverkusen  | 16    |
| Vahid Hashemian  | Bochum            | 16    |
| Jan Koller       | Borussia Dortmund | 16    |
| Ewerthon         | Borussia Dortmund | 16    |
| Diego Klimowicz  | Wolfsburgo        | 15    |